# Eco (mitologia)
|  | Per a altres significats, vegeu «Eco (desambiguació)». |

Eco (Echo, Ἠχώ) és una nimfa dels boscos de la mitologia grega; és una orèada (una nimfa de la muntanya) de l'Helicó. Va ser criada per nimfes i educada per les Muses.

## Mite

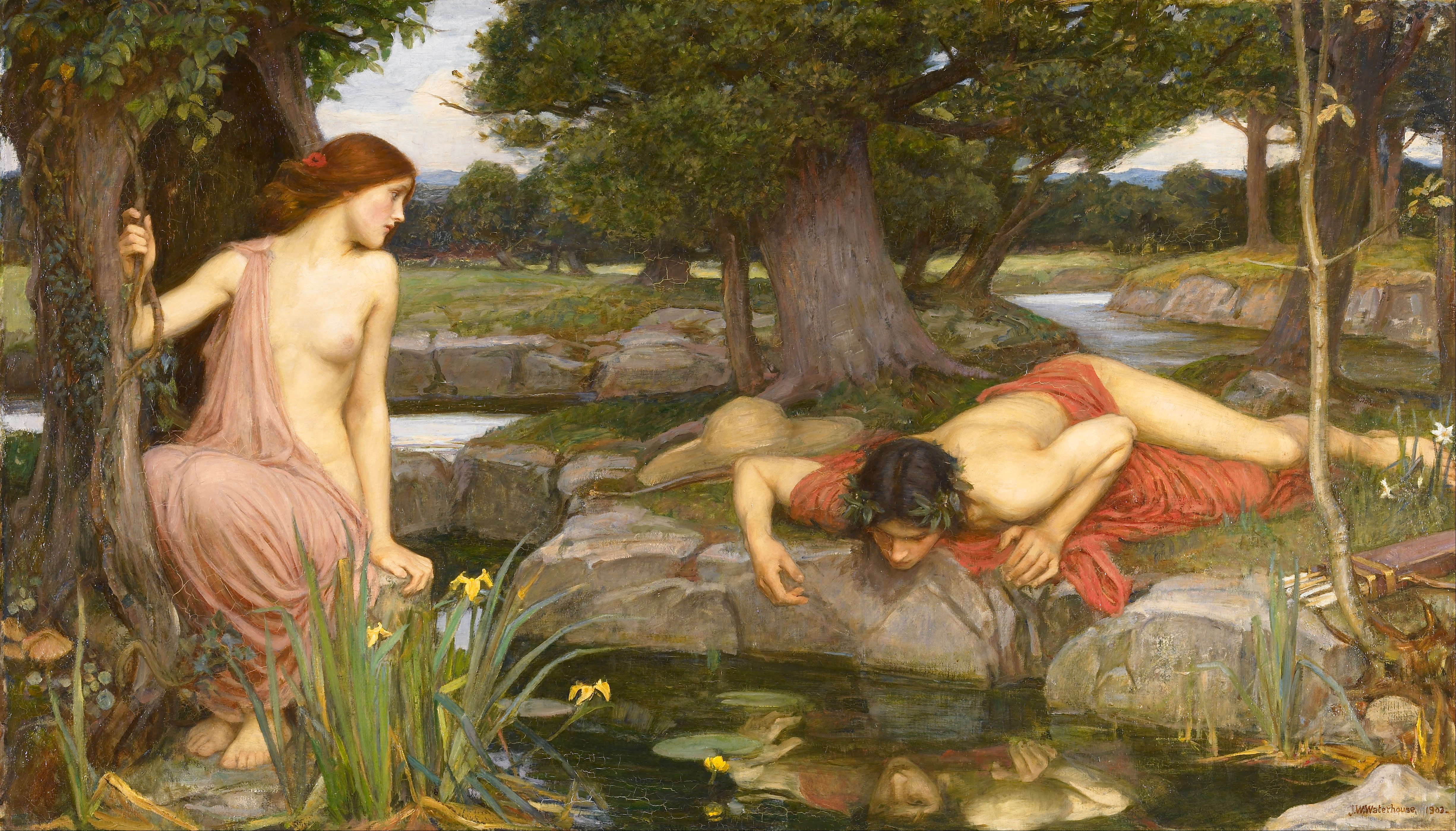
Eco i Narcís

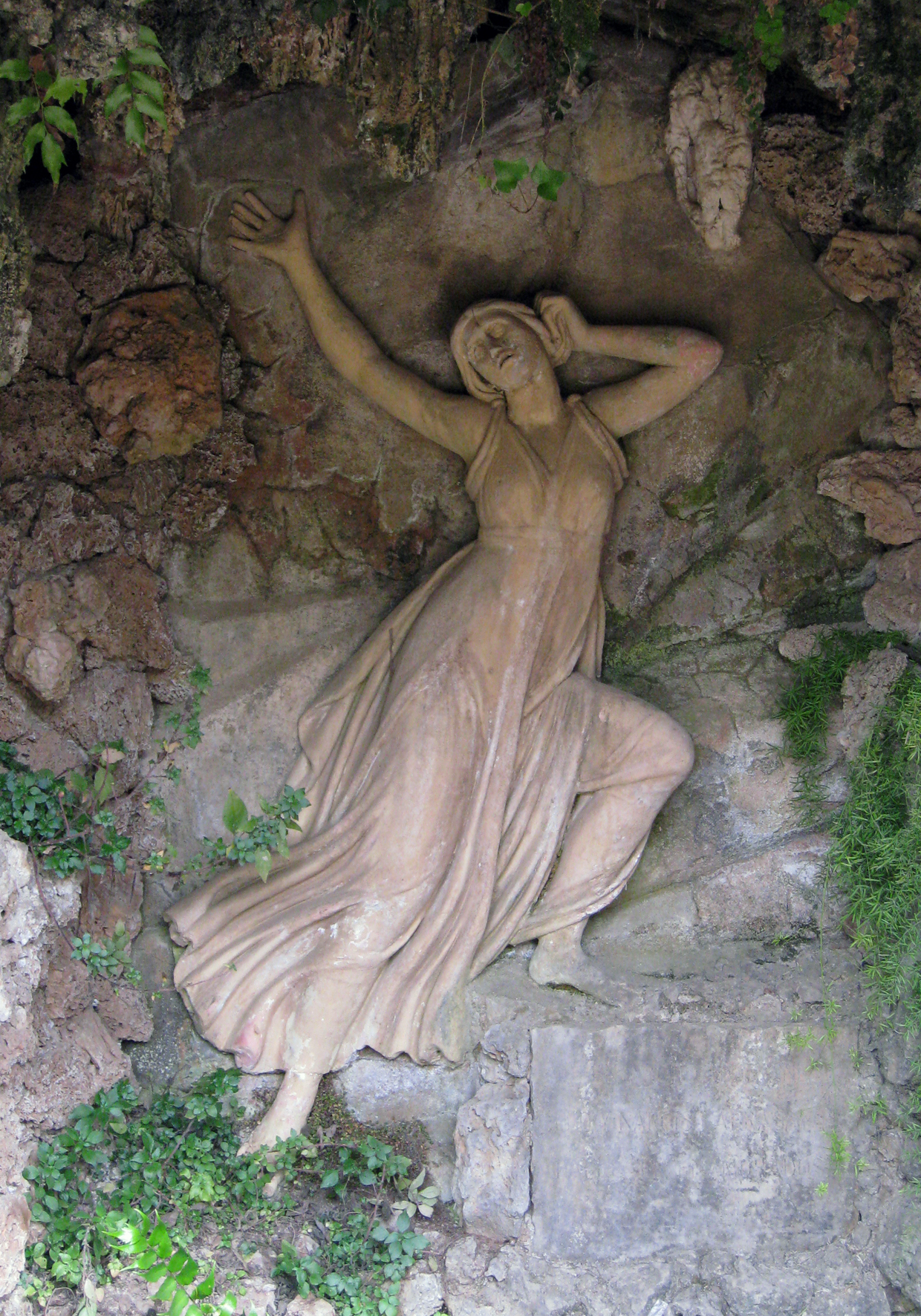
Eco al Parc del Laberint d'Horta

### Eco i Narcís
La nimfa Eco s'encarregava de vigilar a distància la deessa Hera, esposa de Zeus, perquè aquest no fos descobert quan 'cantava i jugava' amb les nimfes. Entretinguda amb la conversa d'Eco, Hera no detectava la infidelitat del seu marit. Quan Hera se'n va assabentar, va transformar la nimfa en un eco de manera que no tenia control sobre les seves paraules, ni podia parlar abans que un altre ho hagués fet, ni romandre callada quan algú havia parlat.
Retirada al camp, Eco es va enamorar del bell pastor Narcís, fill de la nimfa Liríope de Tèspia, ciutat de Beòcia, i del déu-riu Cefís. Tanmateix, el vanitós jove no tenia cor, la va menysprear i la va ignorar totalment. Amb el cor trencat, Eco va passar la resta de la seva vida en canyissars solitaris, sospirant per l'amor que mai no va conèixer, debilitant-se i aprimant-se fins que només li va quedar la veu.
Després un noi que també s'havia enamorat de Narcís i que també havia estat rebutjat per aquest, va demanar als déus que Narcís sofrís un amor no correspost, com el que havia fet passar als altres. La pregària va ser escoltada per Nèmesi, la que arruïna els superbs, i aleshores va maleir Narcís i el va fer enamorar-se del seu propi reflex a l'aigua.
El jove va acabar morint de desamor i va baixar a l'Hades on va ser turmentat per sempre pel seu reflex al riu Estix. En el lloc on va morir va néixer una flor que va portar el seu nom, Narcís.

### Eco i Pan
Eco era una nimfa que cantava i ballava molt bé i menyspreava l'amor de tots els homes. Això va enfurir el luxuriós déu Pan, que va ordenar als seus seguidors que la matessin. Eco va ser esquarterada i repartida per tota la Terra. Gea va rebre les parts d'Eco, la veu de la qual continua repetint les últimes paraules dels altres.

## Evocacions artístiques

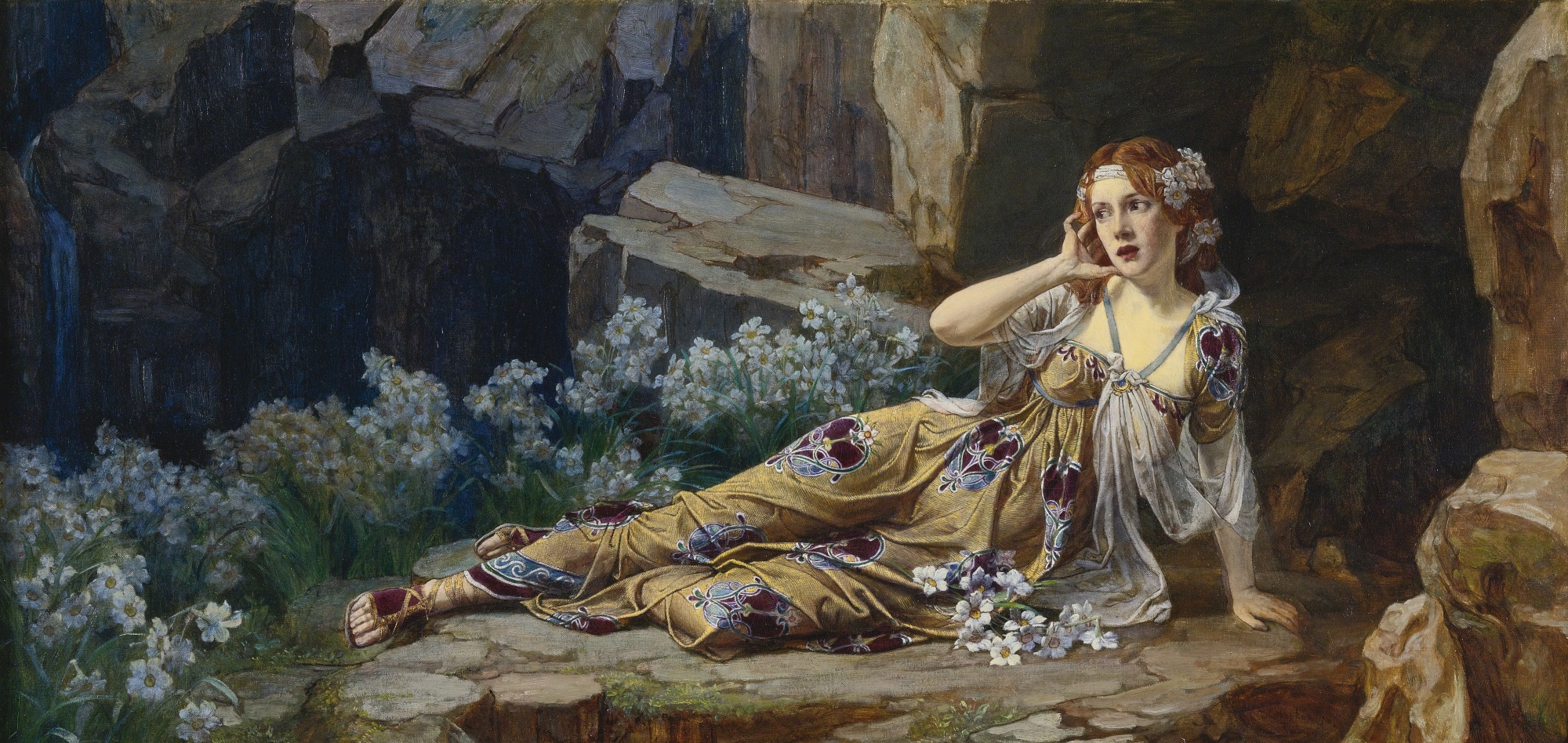
Representació pictòrica d'Eco, l'any 1900

Trobem Eco i Narcís en una de les proses ovidianes de Joan Roís de Corella: la Lamentació de Narciso, i en el teatre del segle d'Or espanyol (Pedro Calderón de la Barca, Eco y Narciso; Sor Juana Inés de la Cruz, El Divino Narciso). El diàleg amb l'eco passa a ser en el Renaixement un tema recurrent en poesia, il·lustrat en les pastorel·les dramàtiques, en la poesia lírica, en l'òpera. Alguns poetes com, per exemple, Víctor Hugo, es complauen a fer servir la figura de la nimfa Eco o el fenomen de l'eco per designar la veu i l'activitat poètica.